# Comuna Monastîreț, Sambir
Monastîreț (în ucraineană Монастирець) este o comună în raionul Sambir, regiunea Liov, Ucraina, formată din satele Lopușno, Lukavîțea, Mala Sprînka, Monastîreț (reședința) și Sprînea.

## Demografie
Componența lingvistică a comunei Monastîreț
     Ucraineană (99,79%)
     Alte limbi (0,21%)
Conform recensământului din 2001, majoritatea populației comunei Monastîreț era vorbitoare de ucraineană (99,79%), existând în minoritate și vorbitori de alte limbi.